# Gerlind Plonka-Hoch
Pour les articles homonymes, voir Plonka.
Gerlind Plonka-Hoch, née en 1966, est une mathématicienne allemande spécialisée dans le traitement du signal et le traitement d'image, et connue pour son travail sur les fonctions raffinables (en) et les curvelets (en). Elle est professeure de l'université de Göttingen,   

## Biographie
Gerlind Plonka obtient son doctorat à l'université de Rostock en 1993. Sa thèse, intitulée Periodische Lagrange- und Hermite-Spline-Interpolation, porte sur l'interpolation polynomiale utilisant les polynômes de Lagrange et les splines hermitiennes (en), et est dirigée par Manfred Tasche. Elle est professeure à l'Institut de mathématiques numériques et appliquées de l'université de Göttingen.

## Activités de recherche
Ses travaux concernent principalement les mathématiques appliquées dans les domaines du traitement du signal et du traitement d'image, et connue pour son travail sur les fonctions raffinables (en) et les curvelets (en). 
Elle travaille ainsi sur l'analyse de Fourier numérique, la théorie des ondelettes, les méthodes de régularisation et la diffusion non-linéaire, les algorithmes rapides et leur stabilité numérique.

## Publications
- Avec Daniel Potts, Gabriele Steidl et Manfred Tasche, Numerical Fourier Analysis, Birkhäuser, 2019.
- (en) G. Plonka et M. Tasche, « Fast and numerically stable algorithms for discrete cosine transforms », Linear Algebra and Its Applications, vol. 394, no 1,‎ janvier 2005, p. 309–345 (DOI 10.1016/j.laa.2004.07.015).
- avec Gitta Kutyniok « Guest Editorial: Mathematics and Image Analysis », Journal of Mathematical Imaging and Vision, 2015[4]

## Prix et distinctions
Elle est choisie pour être la conférencière Emmy Noether par la Deutsche Mathematiker-Vereinigung (Société mathématique allemande) en 2016 .
En 1997 elle est lauréate du prix Heinz-Maier-Leibnitz décerné par la Fondation allemande pour la recherche.